# Jovel Music Hall
Die Jovel Music Hall, auch nur Jovel genannt (von dem Masematte-Wort für gut), ist ein traditionsreicher Club im westfälischen Münster mit einer Kapazität von etwa 1.500 Personen.
Gegründet wurde das Jovel Ende 1979 von Steffi Stephan (Bassist bei Udo Lindenberg) in einem ehemaligen Kino zwischen „Dondersring“ und der Straße „Am Krug“. 1987 folgte – nachdem das baufällige Kino samt der benachbarten Kneipe „Neuer Krug“ abgerissen werden musste – ein Umzug in die Abfüllhalle der ehemaligen Germania-Brauerei. Im Jovel wurden zahlreiche Konzerte sowie Diskoveranstaltungen durchgeführt, darunter Udo Lindenberg, Simple Minds, BAP, Die Fantastischen Vier, H-Blockx und Miles Davis.
Aufgrund der Umwandlung des Geländes der Germania-Brauerei zu einem neuen Lifestyle-Viertel fand am 4. Juni 2006 die letzte Veranstaltung im Jovel an der Grevener Straße statt. Nach Frank Diez und der Band Revolution spielte Steffi Stephan zusammen mit Freunden, darunter Carl Carlton, Hannes Bauer, Inga Rumpf und Udo Lindenberg. Mit dem Rückbau der nicht-denkmalgeschützten Bauten der ehemaligen Germania-Brauerei wurde das Jovel im November 2006 abgerissen.
Um jedoch die traditionelle Weihnachts- und Silvesterparty 2006 dennoch veranstalten zu können, erhielt das Jovel eine vierwöchige Ausnahmegenehmigung durch die Stadt Münster, zwischen dem 8. und 31. Dezember eine Lagerhalle in unmittelbarer Nähe der Hauptfeuerwache II am Hafen hierfür anzumieten und zu nutzen. Auch für 2007 erteilte die Stadt Münster eine solche Genehmigung. Einen Durchbruch in der fast zweijährigen Suche nach einem neuen Standort brachte die Insolvenz des Autohauses Kiffe im September 2008, dem bis dato zweitältesten Opel-Vertragshändler in Deutschland. Im Oktober 2008 unterzeichnete Stephan einen unbefristeten Mietvertrag für das ehemalige denkmalgeschützte Autohaus aus den 1930er Jahren, in dem fortan die Jovel Music Hall untergebracht werden und an die alte Tradition anknüpfen soll. Eröffnet wurde das neue Jovel am 29. November 2008 mit einem Konzert von Udo Lindenberg, Inga Rumpf, Julia Neigel, Steffi Stephan und dem „Panikorchester“. Die langfristige Zukunft hing allerdings längere Zeit von den neuen, zukünftigen Eigentümern der Immobilie ab. Steffi Stephan suchte nach Investoren, um das ehemalige Autohaus selbst zu kaufen. Im November 2012 konnte Stephan das Gelände und Gebäude in einem Bieterwettbewerb übernehmen.
Seit dem 2. November 2011 sind die knapp 50 Ausgaben der „Jovel News“, die zwischen 1989 und 1993 erschienen, im digitalen Archiv der Universitäts- und Landesbibliothek Münster enthalten.